# Meridiolembos pertinax
Meridiolembos pertinax är en kräftdjursart som först beskrevs av Myers 1981.  Meridiolembos pertinax ingår i släktet Meridiolembos och familjen Aoridae. Inga underarter finns listade i Catalogue of Life.